# Éterpigny (Pas-de-Calais)
Éterpigny település Franciaországban, Pas-de-Calais megyében. Lakosainak száma 254 fő (2022. január 1.). Éterpigny Sailly-en-Ostrevent, Rémy, Dury, Étaing és Haucourt községekkel határos.

## Népesség
A település népességének változása:
| Lakosok száma | 250  | 256  | 260  | 258  | 258  | 258  | 258  | 256  | 254  |
|               | 2013 | 2015 | 2016 | 2017 | 2018 | 2019 | 2020 | 2021 | 2022 |